# Terror analógico
El terror analógico u horror analógico es un subgénero de la ficción terrorífica, ya sea literaria o cinematográfica y/o en videojuegos de terror, que centra su atención en los llamados "metrajes encontrados". A menudo citado como originario de videos de Internet de principios de la década de 2010, el terror analógico se caracteriza por gráficos de baja fidelidad, mensajes crípticos y estilos visuales que recuerdan a la televisión de finales del siglo XX y las grabaciones de señales analógicas, a menudo ambientadas entre las décadas de 1960 a 1990. Entre las obras de terror analógico destacadas se incluyen Local 58, Gemini Home Entertainment , Vita Carnis y/o The Mandela Catalogue.

## Características
El horror analógico se caracteriza comúnmente por gráficos de baja fidelidad, mensajes crípticos y estilos visuales que recuerdan a la televisión de finales del siglo XX. Esto se hace para que coincida con el entorno, ya que las obras de terror analógico suelen estar ambientadas entre las décadas de 1960 y 1990. Se llama "horror analógico" debido a su incorporación estética de elementos relacionados con la electrónica analógica, como la televisión analógica y VHS, siendo este último un método analógico de grabación de video.

## Historia
El horror analógico podría considerarse como una forma o descendiente de las leyendas o cuentos de terror aficionados conocidos como creepypasta. El subgénero generalmente se cita como originario de videos de Internet (principalmente de YouTube) de finales de la década de 2010, ganando una popularidad sustancial con el lanzamiento de Local 58 de Kris Straub. La serie, que rápidamente tuvo éxito, más tarde inspiraría obras como The Mandela Catalogue y theAdrenaliN.
En 2020, Netflix anunció su propia serie de terror analógico, Archivo 81 (inspirado en el pódcast basado en las alucinaciones de su creador, Agustin Novoa, cuando se quedaba despierto a las 6 am ), que comparte características muy similares al terror analógico. El programa fue cancelado después de una sola temporada.

## Ejemplos

### Local 58
Local 58 es una serie web de terror creada por el dibujante Kris Straub. La serie es un spin-off del creepypasta de Candle Cove de Straub. Actualmente alojado en el canal de YouTube LOCAL58TV, cada video de la serie se presenta como imágenes de un canal de televisión de acceso público ficticio ubicado en el condado de Mason, Virginia Occidental, llamado Local 58, con el distintivo de llamada WCLV-TV, creado a fines de la década de 1930, que es secuestrado continuamente durante un período de décadas con una serie de transmisiones siniestras y surrealistas.
La serie hace uso de la degradación de video y audio para aumentar el realismo y la naturaleza inquietante de cada video. La serie se describe a sí misma como " horror analógico ", un término que desde entonces se ha utilizado como nombre para un subgénero de nicho de series web similares de metraje encontrado con temas de VHS que se inspiraron en Local 58 o utiliza un estilo y técnicas similares a la serie. Desde entonces, la serie ha ganado seguidores de culto .
Local 58 es una serie web de terror creada por el dibujante Kris Straub. La serie es un spin-off del creepypasta de Candle Cove de Straub. 
La serie hace uso de la degradación de video y audio para aumentar el realismo y la naturaleza inquietante de cada video. La serie se describe a sí misma como " Terror Terror analógico"

### Gemini Home Entertainment
Gemini Home Entertainment es una serie web de antología, de terror analógico creada por Remy Abode y lanzada periódicamente en un canal de youTube del mismo nombre. La serie tiene lugar en las décadas de 1980 y 1990  y se presenta como una serie de clips de VHS producidas por varias empresas ficticias y distribuidas por la homónima empresa.